# Villa des Brillants
 (avril 2010).
Si vous disposez d'ouvrages ou d'articles de référence ou si vous connaissez des sites web de qualité traitant du thème abordé ici, merci de compléter l'article en donnant les références utiles à sa vérifiabilité et en les liant à la section « Notes et références ».
La villa des Brillants est l'un des deux sites du musée Rodin. La villa est située à Meudon dans le département des Hauts-de-Seine en France.
Si le site de l’hôtel Biron met en exergue le génie et la puissance de l’œuvre de l’artiste, la visite du site du musée Rodin de Meudon offre un regard beaucoup plus personnel sur le personnage d’Auguste Rodin, dont la tombe est située sur le site. Il s’agit tout d’abord de la demeure habitée par Rodin et sa compagne, Rose Beuret, à partir de 1893, avec ses meubles et les photographies de ses occupants. On pénètre ainsi dans la vie quotidienne de l’artiste.

## Histoire de Rodin et de la demeure
Ainsi, fin 1893, Rodin s'installe dans la villa des Brillants, avant de l’acheter en décembre 1895 à la peintre Delphine de Cool. Jusqu'à la fin de sa vie, il ne cesse d'aménager ce petit domaine en l'agrandissant, en embellissant le parc d'un véritable décor de bassins, de bancs, de pierres, de statues de ses collections, agrandissant au fil des ans la maison principale d'une galerie, d'un atelier pour ses mouleurs et tailleurs de marbre. Plus tard, il ajoute à cela la façade du château d'Issy qu'il sauve de mains des démolisseurs et qu'il fait remonter au fond de son jardin.
Il acquiert peu à peu divers terrains alentour, et loue d’autres bâtiments dans Meudon pour stocker œuvres et matériel.
L'intérieur de la villa des Brillants et de ses annexes est alors un capharnaüm-musée-atelier où s'accumulent les œuvres du propriétaire des lieux, des maquettes, des études et ses collections personnelles de bronze égyptien, de marbres romains dont la réplique du Satyre de Praxitèle, des vases grecs et des œuvres de ses amis impressionnistes, parmi lesquels Auguste Renoir, ainsi que la tableau Le Père Tanguy de Vincent van Gogh.

## Les visiteurs et invités de Rodin
Si Rodin qualifiait sa villa de « petit château Louis XIII », Rilke ne la trouvait pas belle ! Rose Beuret, sa compagne de toujours, y régnait en « brave fermière », toujours prête à servir son maître. Avec l’amélioration de leur situation financière, après 1900, Rose put être aidée de Jean, le valet (homme à tout faire), et de Madeleine, la cuisinière. Rose s’occupait aussi d’une véritable ménagerie : les chevaux Moca, Quinola et Rataplan, les chiens Dora et Lulu, deux vaches dont Coquette, des poules et des cygnes et même une guenon.
En 1900, durant l’Exposition universelle, Rodin avait fait construire, grâce à des mécènes, en face du pont de l’Alma, un pavillon pour une exposition personnelle qui eut un grand succès. L’exposition terminée, en mars 1901, il fit démonter et reconstruire le pavillon de l’Alma à Meudon, presque contre la villa. Cette architecture éphémère fragile côtoyait quelques petits bâtiments que Rodin fit construire pour le travail et l’hébergement de ses praticiens, sculpteurs, mouleurs, etc.
En septembre 1905, Rodin invita Rainer Maria Rilke à s’installer à Meudon, dans l’un de ces pavillons ; il venait de lire la traduction du livre que le poète lui consacra (paru en allemand en 1903). Durant ces quelques mois, Rilke fut traité comme un fils par le couple (longues discussions et promenades à trois en toute complicité) ; de plus en plus, Rilke aidait Rodin dans son secrétariat mais, dès lors qu’il le payât, leur relation fut différente ; pas pour Rilke toutefois, qui se considérait encore comme un ami ; c’est pourquoi Rodin le congédia lorsqu’il découvrit qu’il écrivait personnellement et de façon familière à ses propres amis allemands (Rothenstein, Thyssen…), inacceptable pour un « employé » ! Rilke ne comprit pas et en fut très profondément blessé.
Entre 1907 et 1910, Rodin récupéra une partie de la façade du château d'Issy, pour la remonter dans le jardin, telle une ruine antique, sans rien autour. Construit à la fin du XVIIe siècle pour la famille des princes de Conti, ce château avait été incendié en 1871 pendant la commune de Paris.
De nombreuses et prestigieuses personnalités visitèrent Rodin à cet endroit : outre les amis artistes, écrivains et collectionneurs, le roi Édouard VII d’Angleterre en 1908, la femme du président des États-Unis, Mme Roosevelt, en 1910.
Le 29 janvier 1917, à la villa, eut lieu le mariage de Rodin avec sa compagne de toujours, Rose Beuret (que tout le monde appelait Mme Rodin), pour des raisons de succession. Mais peu après, celle-ci décéda, le 14 février.
Le 17 novembre de la même année, Rodin mourut à son tour. Il fut enterré le 24 novembre près de Rose, Le Penseur dominant — et dominant encore — leur sépulture. Simultanément, une cérémonie eut lieu à l'église St. Margaret's à Westminster, en présence de la reine Alexandra.
Le pavillon de l'Alma, conçu en 1900 pour durer le temps de l’exposition, dut être démoli en 1931, pour des raisons de sécurité. Il fut remplacé par le bâtiment actuel, mais plus en contrebas, juste derrière la façade du château d'Issy. Financé par la famille Mastbaum, mécène initiateur du Rodin Museum de Philadelphie, il fut inauguré en 1948.
La villa elle-même fut restaurée avec le mobilier en 1921, grâce à la générosité de Mrs Simpson, riche Américaine dont Rodin avait fait le portrait. Le rez-de-chaussée fut ouvert au public en 1953. L'ensemble du domaine fut classé monument historique le 17 février 1972.
La grande rénovation de la villa, en 1997, s’orienta vers une fidèle reconstitution des lieux.
C’est à cet endroit, où Rodin sculptait, que sont aujourd’hui disposées les œuvres montrées au public. On y voit de nombreux originaux en plâtre, à partir desquels ont été fondus les bronzes les plus célèbres de Rodin. Le Baiser, le monument à Victor Hugo, le Balzac, les Bourgeois de Calais ou encore La Porte de l'enfer sont ainsi conservés à Meudon. C’est donc dans cette ville que le visiteur se rapproche le plus de l’état original de l’œuvre de Rodin. Le domaine de la villa des Brillants était un lieu de création important, animé par une cinquantaine de praticiens dont les différents ateliers étaient installés sur des parcelles achetées par Rodin.

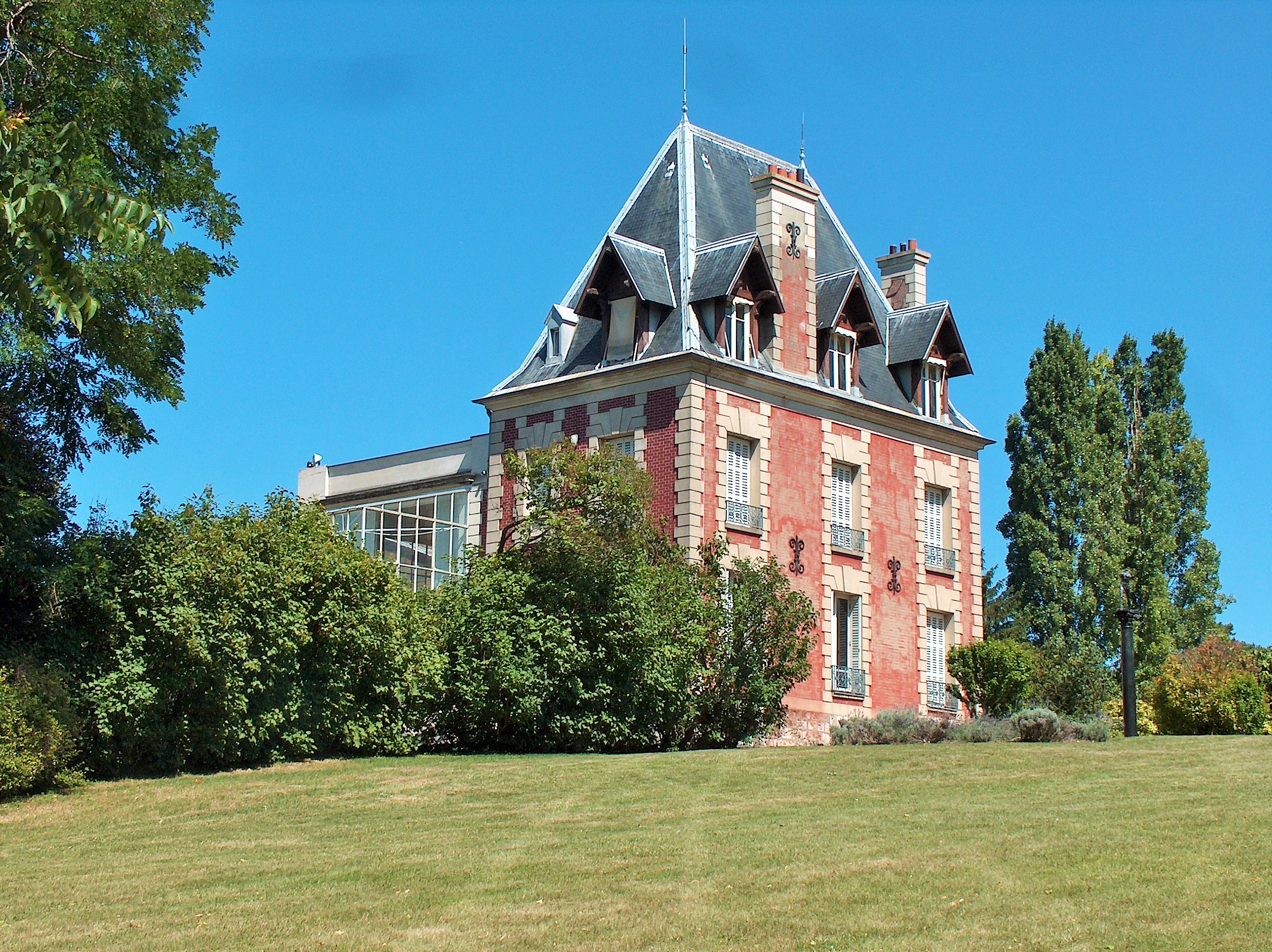
Villa des Brillants.
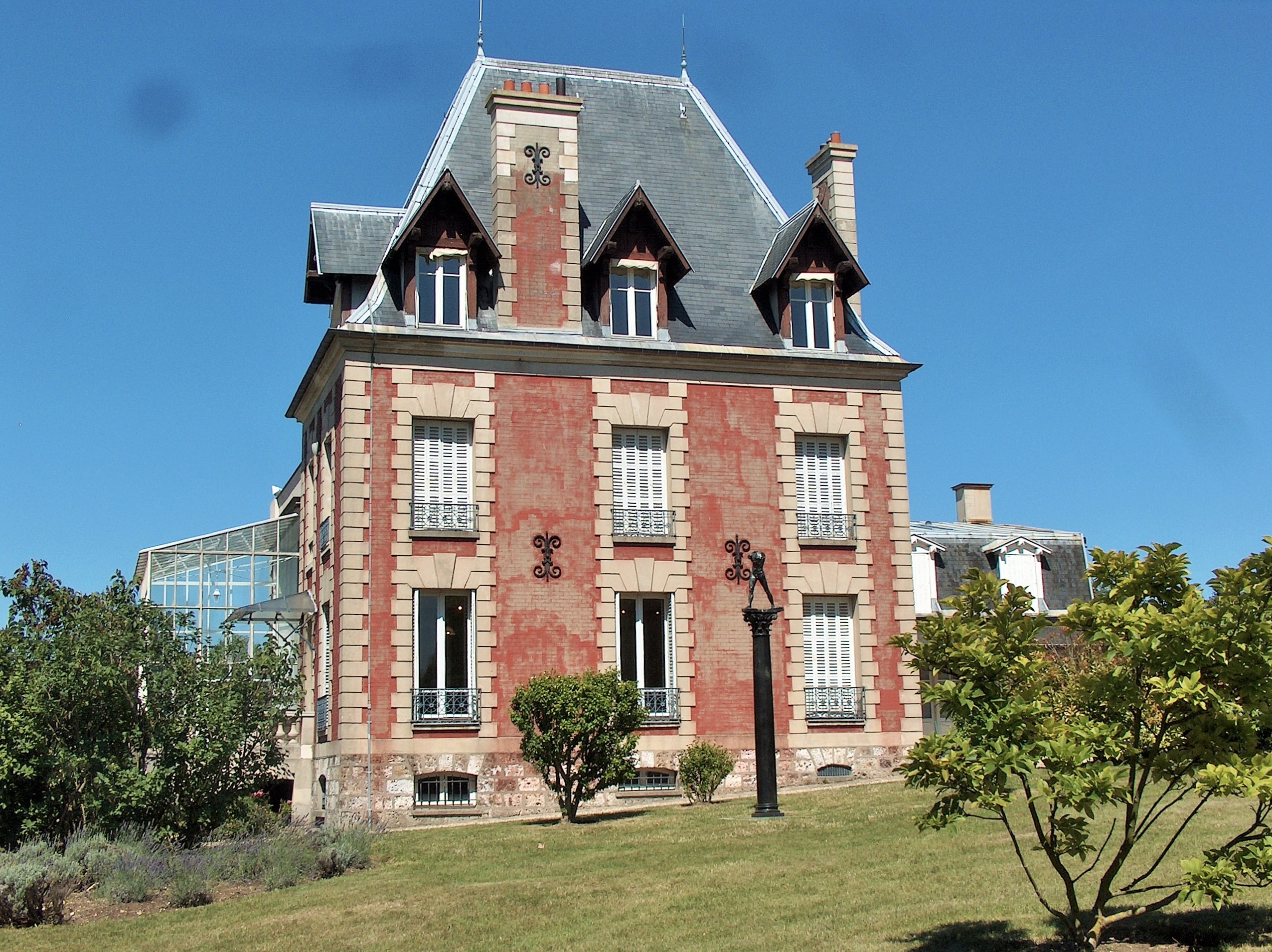
Villa des Brillants.
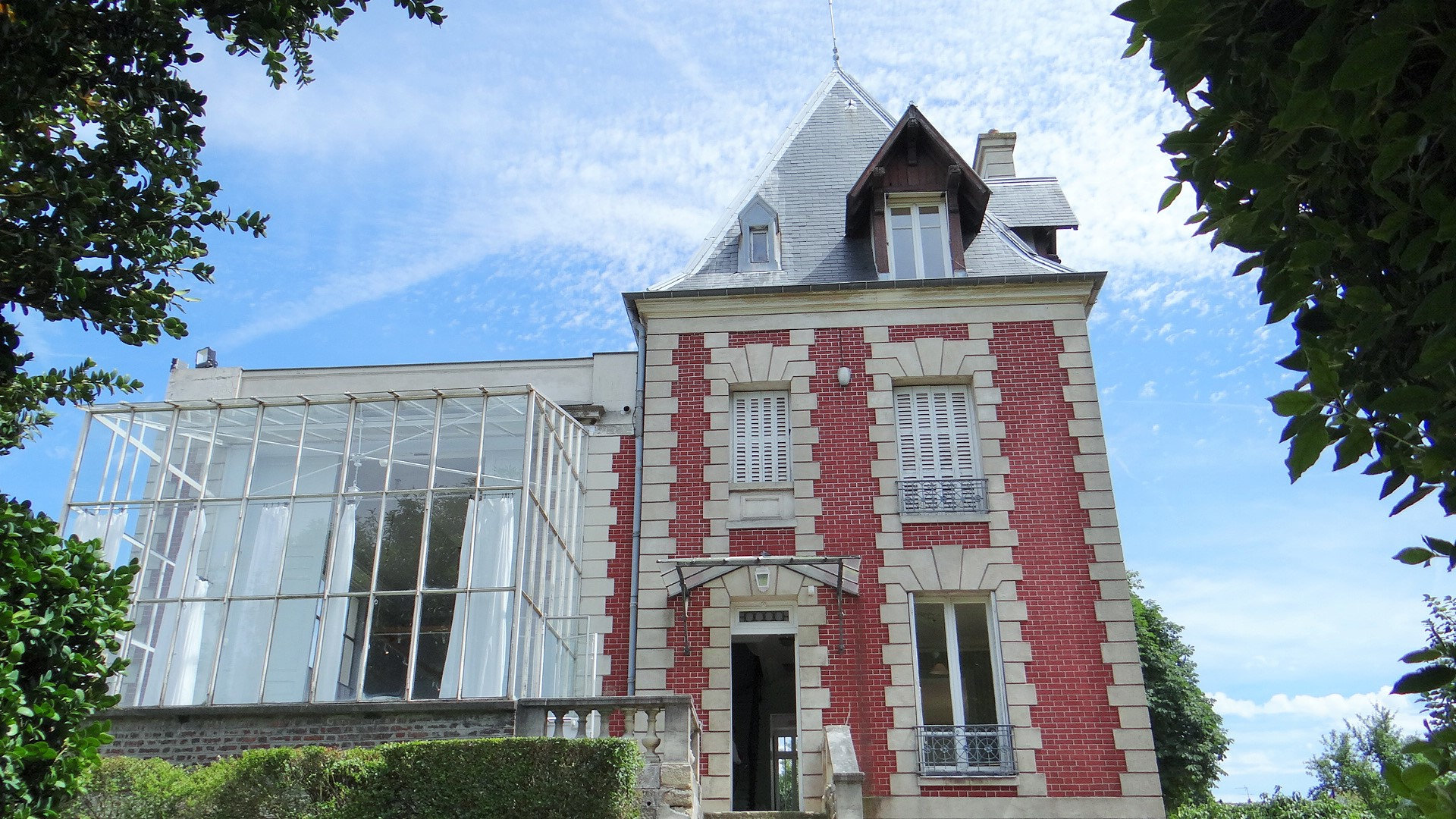
Villa des Brillants.
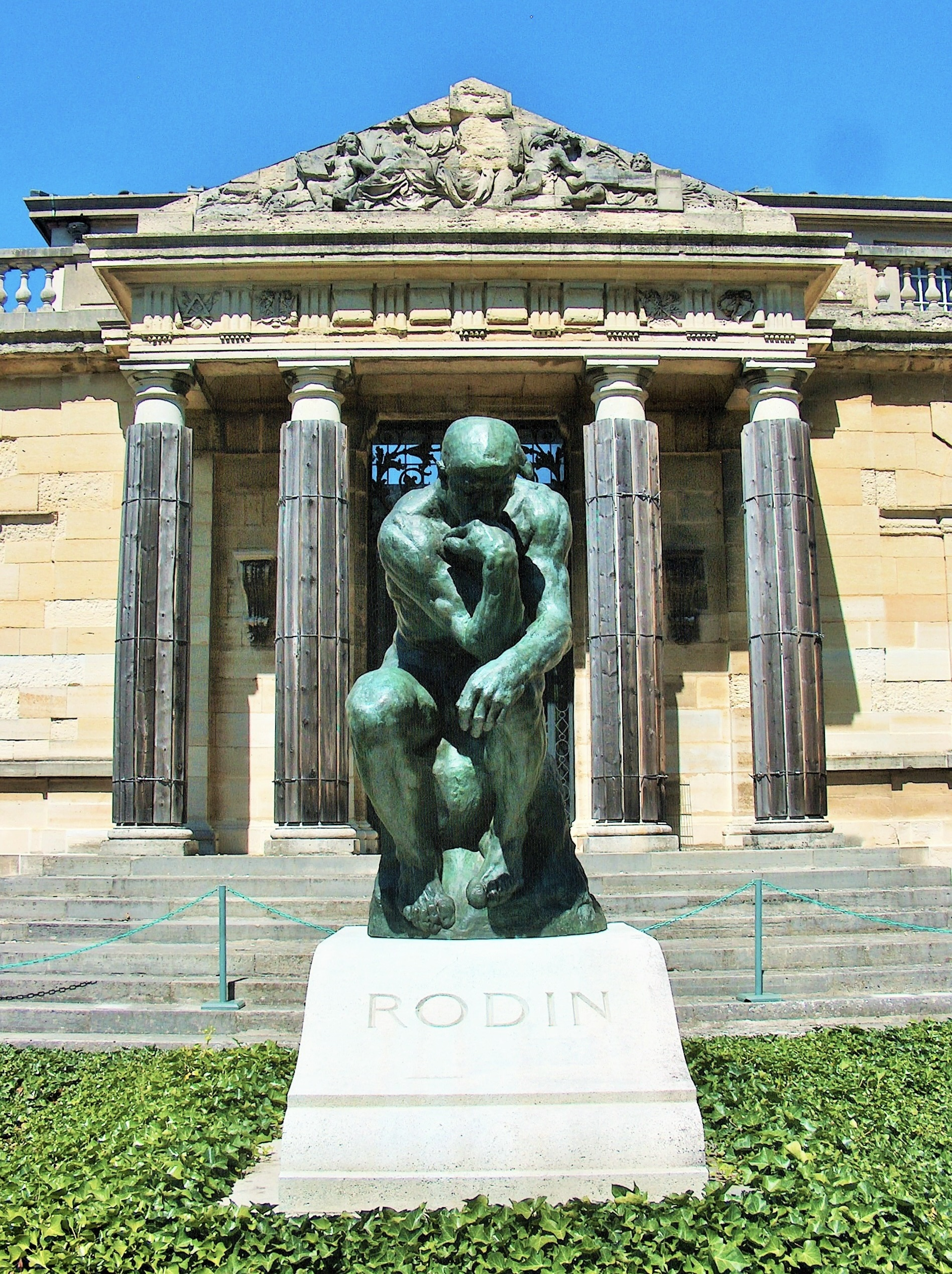
Tombe de Rodin à la villa des Brillants.